# 細墨頭魚
細墨頭魚（学名：Garra gracilis）为輻鰭魚綱鯉形目鲤科墨头鱼属的其中一種，該物種於1936年由Jacques Pellegrin和Pierre Chevey描述，分布於亞洲越南，棲息在中底層水域。
其种加词来源于拉丁文“gracilis”，意为“纤细的”。